# Жермизе
Жермизе (фр. Germisay) насеље је и општина у североисточној Француској у региону Шампањ-Арден, у департману Горња Марна која припада префектури Сен Дизје.
По подацима из 2011. године у општини је живело 20 становника, а густина насељености је износила 2,97 становника/km². Општина се простире на површини од 6,73 km². Налази се на средњој надморској висини од 376 метара.

## Демографија
| 1962. | 1968. | 1975. | 1982. | 1990. | 1999. | 2011. |
| ----- | ----- | ----- | ----- | ----- | ----- | ----- |
| 36    | 38    | 26    | 29    | 25    | 27    | 20    |

График промене броја становника у току последњих година